# Varicospira kooli
Varicospira kooli là một loài ốc biển, là động vật thân mềm chân bụng sống ở biển trong họ Rostellariidae.